# Евстигнеев, Михаил Валерьевич
Михаил Валерьевич Евстигнеев (25 февраля 1978) — российский футболист, защитник.

## Биография
Воспитанник самарской ДЮСШ-11 «Восход». Профессиональную карьеру начал в 1995 году в «Крыльях Советов», дебютировал в высшей лиге 16 сентября в выездном матче против нижегородского «Локомотива», отыграв 90 минут. В 1996 году выступал за фарм-клуб «Нефтяник» Похвистнево. В 1997 году играл за самарский любительский клуб ШВСМ. В 1998 году завершил карьеру в «Нефтянике».